# 安蒂歐獸屬
安蒂歐獸屬（屬名：Anteosaurus）又名前龍，意為“以前的、早期的蜥蜴”，是種大型肉食性似哺乳爬行動物。安蒂歐獸生存於二疊紀中期開匹坦階的南非，約2億6600萬年前到2億6000萬年前。

## 敘述

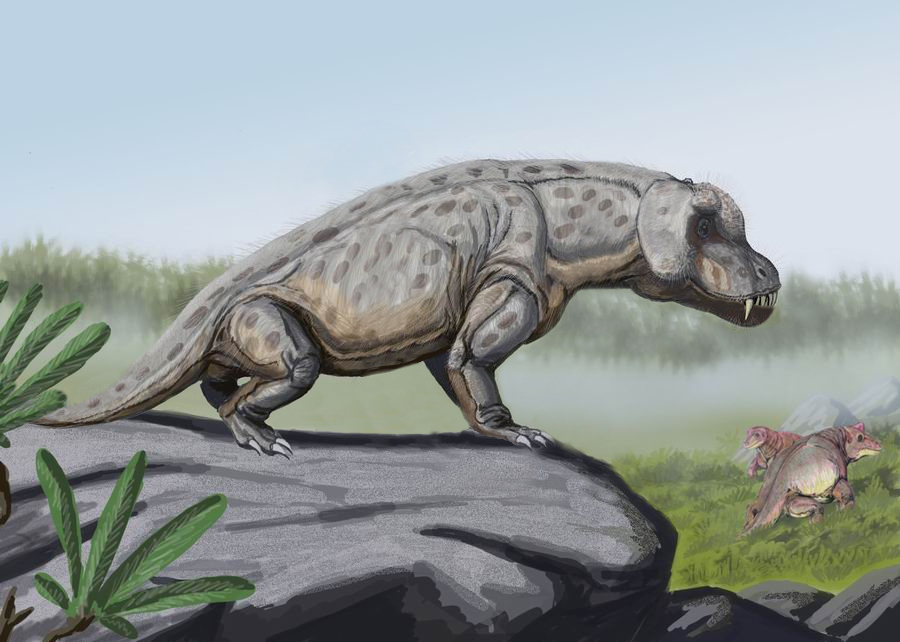
安蒂歐獸的想像圖

安帝歐獸是種大型肉食性動物，頭顱骨長度為80公分，完整身長估計超過5公尺，體重估計值約500到600公斤。安蒂歐獸的頭骨高而狹窄。安蒂歐獸的前上頜骨往上傾斜，因此嘴部前方曲線往上傾斜。嘴部前端的牙齒大，略為向前突出。安蒂歐獸有大型犬齒，犬齒後方則有約10顆牙齒。
古生物學家認為恐頭獸類動物具有骨肥厚（Pachytosis）現象，頭顱骨頂部的骨頭較厚，研究人員推測恐頭獸類有以頭部護相碰撞的習性，可能為了爭奪領地、求偶。

## 發現
安蒂歐獸的化石發現於南非開普省卡魯盆地的波弗特群（Beaufort Group）地層，來自於其中的貘頭獸組合帶（Tapinocephalus Assemblage Zone），地質年代為二疊紀中期。目前已經發現許多頭顱骨與骨骼化石，來自於超過30個個體。其他安蒂歐獸科的化石都發現於俄羅斯歐俄地區，例如巨型獸、Doliosauriscus，只有安蒂歐獸的化石發現於非洲南部。
目前已經發現32個頭顱骨，其中16個較為完整，其中10個完整頭顱骨因為頭骨大小、形狀，或是牙齒數量、形狀而被建立為個別種，但目前都是模式種A. magnificus的異名。
目前有數個屬是安蒂歐獸的異名，化石都發現於貘頭獸組合帶，包含：Eccasaurus、Titanognathus、Dinosuchus、Pseudanteosaurus、Micranteosaurus。

## 分類
安蒂歐獸屬於恐頭獸亞目的安蒂歐獸類演化支，安蒂歐獸類是二疊紀中期的優勢肉食性動物。安蒂歐獸類與貘頭獸類的差別在於許多特徵，例如：非常大的犬齒、頰齒有球根狀牙冠、前上頜骨往上傾斜，所以嘴部前方的曲線往上傾斜。四肢短，而頭顱骨長、狹窄、重。顳顬孔比早期巴莫鱷亞目的顳顬孔大，顯示較大的頜部肌肉與較強壯的咬合力。
在生態位上，安蒂歐獸科取代始巨鱷科的優勢肉食性動物生態位。在二疊紀晚期，麗齒獸科取代安蒂歐獸科的優勢肉食性動物生態位。